# مركز ومتحف بانكيرست

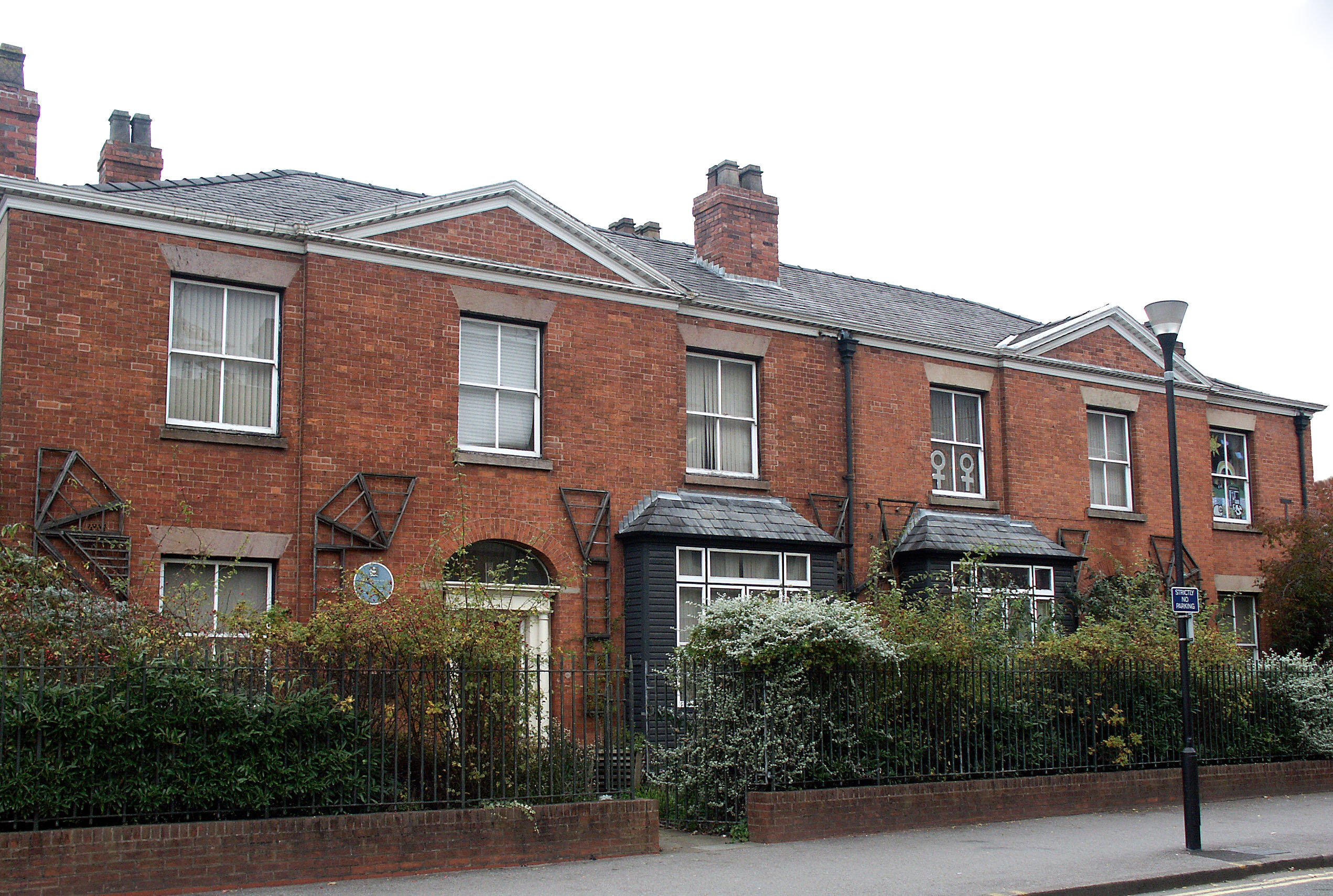
مركز بانكيرست

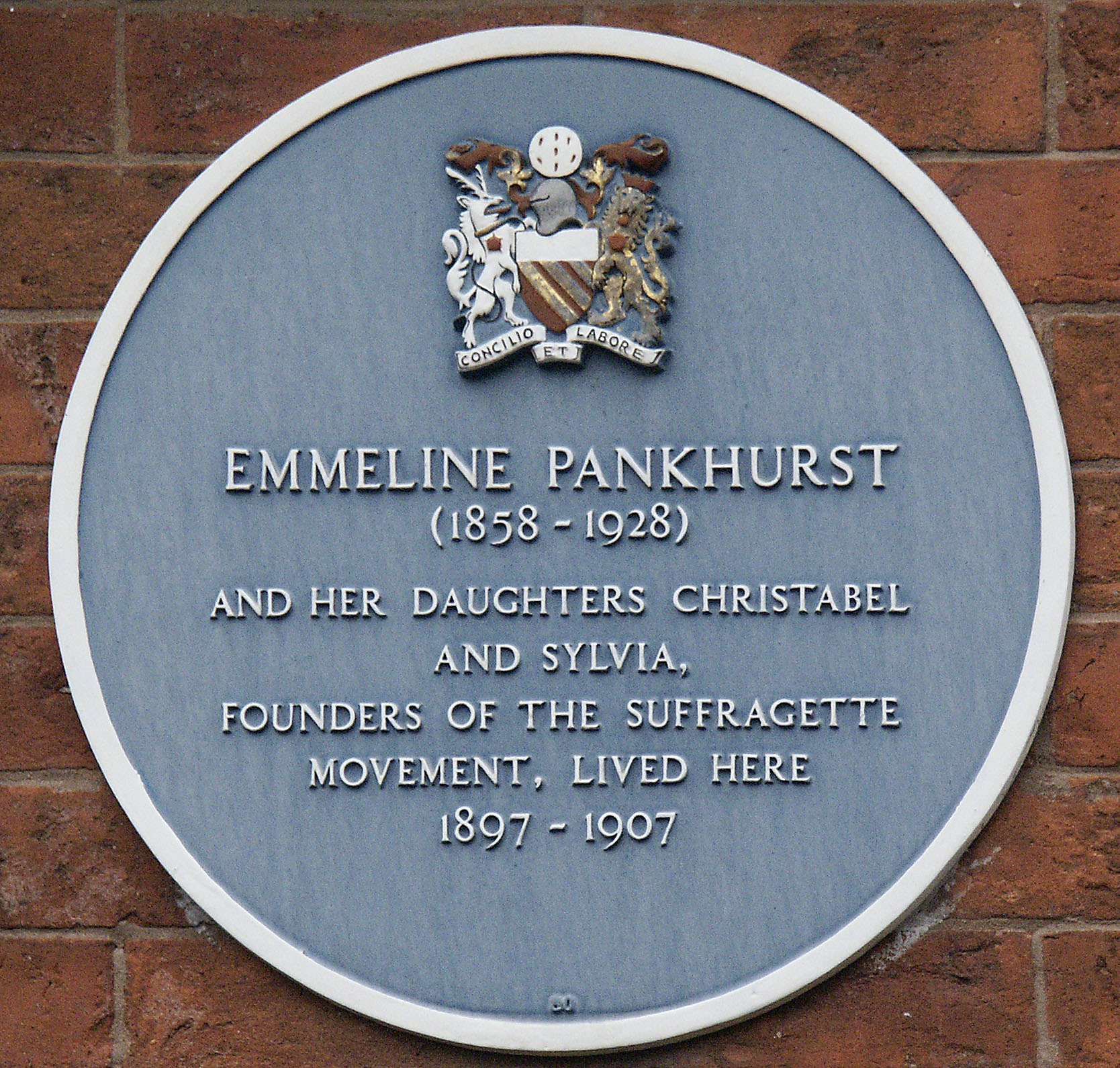
اللوحة الزرقاء على جدار مركز بانكيرست.

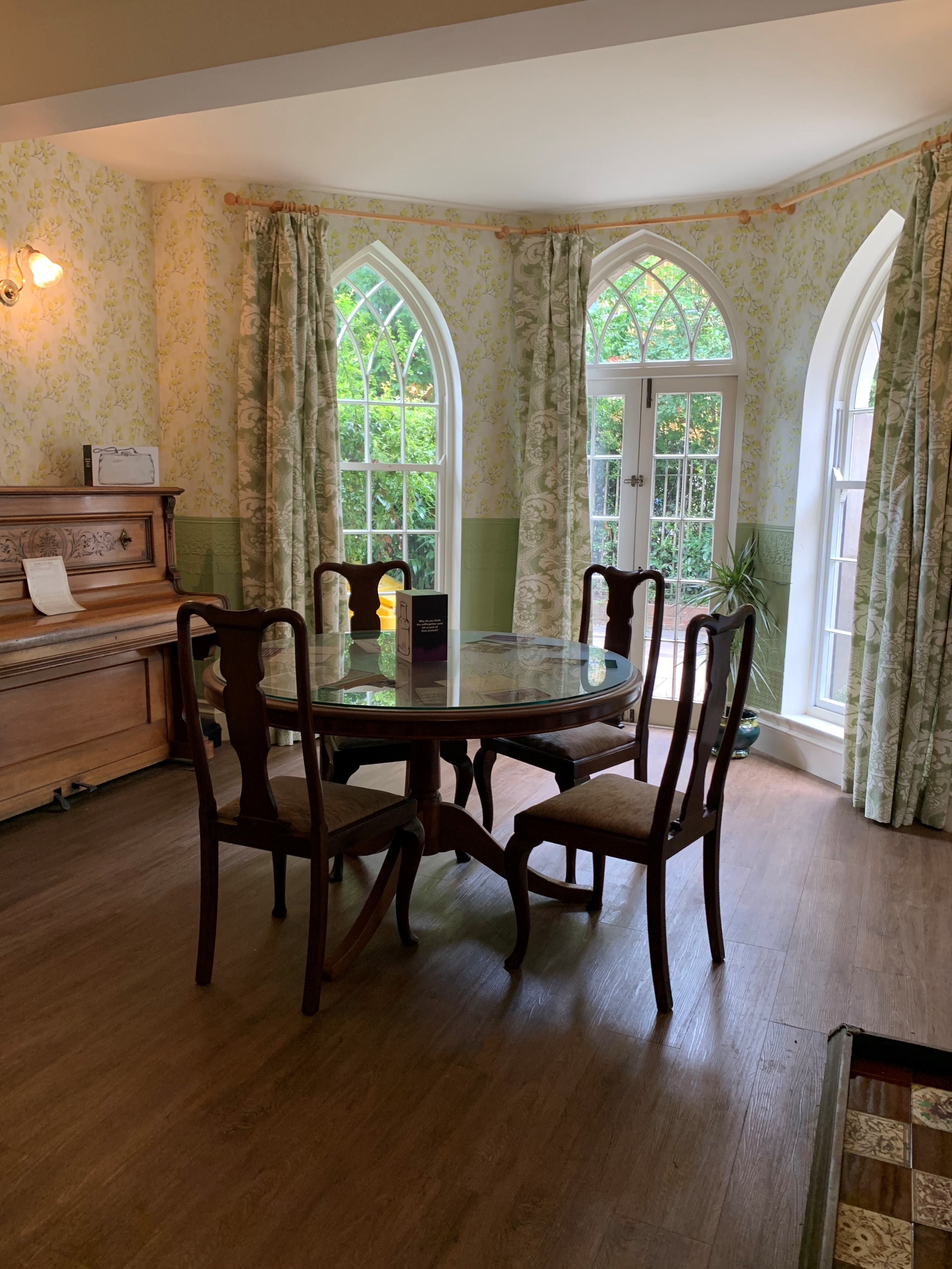
مركز بانكيرست من الداخل.

يقع مركز بانكورست في شارع نيلسون بمانشستر، وهو عبارة عن زوج من الفيلات التي تعود إلى العصر الفيكتوري، كان أحدها منزل إيميلين بانكيرست وبناتها سيلفيا وكريستابل وأديلا  ومسقط رأس حركة الاقتراع لحق المرأة في الانتخاب والتصويت في عام 1903.

## الوصف
تشكل فيلات بانكيرست الآن مركزًا مخصصًا للسيدات فقط، مما يخلق بيئة فريدة للنساء للتعلم معًا والعمل في المشاريع والتواصل الاجتماعي. صُنف المبنى ضمن منازل الدرجة الثانية اعتبارًا من 10 يونيو 1974.
يعتبر متحف بانكيرست جزءًا من المركز، والذي أصبح نصبًا تذكاريًا لحركة حق المرأة في التصويت. تستحضر المفروشات ذات الطراز الإدواردي منزل السيدة بانكيرست وبناتها. يعتبر المتحف هو الوحيد من نوعه المخصص لرواية قصة كفاح النساء من أجل حق التصويت.
تأسس الاتحاد الاجتماعي والسياسي للمرأة في صالون منزل إيميلين بانكيرست في أكتوبر 1903.
يدير مركز بانكيرست متطوعون ولا يتلقى أي تمويل عام، ويعتمد فقط على التبرعات. أعطى قانون تمثيل الشعب لعام 1918 حق التصويت لجميع الرجال الذين تبلغ أعمارهم 21 عامًا فما فوق والنساء الذين تبلغ أعمارهم 30 عامًا أو أكثر ممن استوفوا مؤهلات ملكية معينة. وُجهت في الذكرى المئوية لتأسيس المركز دعوات لتمويل المركز؛ لجعله متحفًا رئيسيًا يروي قصة حق المرأة في التصويت وحركة حقوق المرأة.

## التاريخ
كانت إميلين بانكيرست تعيش في منزل في 62 شارع نيلسون في الوقت الذي تأسس فيه الاتحاد النسائي الاجتماعي والسياسي في عام 1903. انتقلت إلى إميلين إلى هناك بعد وفاة زوجها ريتشارد بانكهورست عام 1898.
أصبح الموقع مبنى مصنف من الدرجة الثانية في عام 1974. وفي عام 1978، قُدم طلب لهدم المبنى مما أثار احتجاجًا ملحوظًا للحفاظ على المبنى كمتحف ومركز لدعم قضايا المرأة.
كانت صالة الاستقبال هي أول غرفة في مركز بانكهورست حيث أُعيد تصميمها لتكون مركز الجذب عندما افتتحت باربرا كاسل وهيلين بانكيرست المركز في 10 أكتوبر 1987.
تعرض مركز بانكيرست لاقتحام في 1 أكتوبر 2019. ومنذ ذلك الحين، قدم العض تبرعات لإصلاح الأضرار، بما في ذلك 10000 جنيه إسترليني من المجموعة التعاونية 
أُعيد افتتاح المركز في 29 أغسطس 2021 بعد مشروع إعادة تطوير كبير في صالة استقبال المتحف والمركز خلال عام 2020.

## حديقة مركز بانكيرست
افتُتحت حديقة مصممة حديثًا في عام 2018. صممت الحديقة جانيت لي، وهي مصممة حدائق تعيش في ستوكبورت، في مركز بانكيرست في سبتمبر 2018. جاءت هذه الإضافة إلى المركز للاحتفال بالذكرى المئوية لحق النساء في التصويت. جاء تمويل الحديقة من خلال الاستعانة بمصادر خارجية، حيث ساهم أكثر من 500 شخص بأكثر من 24000 جنيه إسترليني في عام 2017. توفر الحديقة أيضًا مساحة استرخاء للنساء والأطفال المقيمين في منظمة المعونة النسائية في مانشستر.

## روابط خارجية
- Pankhurst Trust - الموقع الرسمي
- معلومات أساسية عن المركز
- www.pankhurstmuseum.com/ - موقع المتحف